# Јована Стојановић
Јована Стојановић (10. фебруар 1995) српска је фудбалерка, која игра на позицији oдбрамбеног играча. Наступа за женски фудбалски клуб Црвена звезда са којим се такмичи у Суперлиги Србије у фудбалу за жене. Чланица је Женске фудбалске репрезентације Србије и Женске футсал репрезентације Србије.

## Каријера
Јована Стојановић је ограничена на репрезентацију Србије, и појављује се за тим током ФИФА квалификације за светски куп за жене (2019).